# Cisampang
Cisampang is een bestuurslaag in het regentschap Lebak van de provincie Banten, Indonesië. Cisampang telt 2434 inwoners (volkstelling 2010).